# Cárcel de Villanubla
El Centro Penitenciario de Valladolid, popularmente conocido como cárcel de Villanubla, es una de las ocho cárceles existentes en la comunidad autónoma de Castilla y León, España. Se encuentra en el pago de Navabuena, dentro del término municipal de Valladolid. No obstante, al ser Villanubla la población más cercana a la prisión, suele tomar el nombre de esta localidad. Se abrió en 1985 para sustituir a la "Cárcel nueva" (que estuvo operando entre 1935 y 1985 y hoy es el Centro Cívico "Esgueva") que a su vez sustituía a la Cárcel vieja.

## Historia
Fue inaugurada el 22 de junio de 1985, fruto del traslado de la cárcel desde el centro de la ciudad de Valladolid al kilómetro 94 de la carretera N-601, cerca del aeropuerto de Valladolid.
Entre 1992 y 2009 contó con un módulo especial para presos peligrosos. En la actualidad cuenta 321 celdas y otras 42 complementarias.